# Jake McQuaide
Jacob „Jake“ McQuaide (* 7. Dezember 1987 in Cincinnati, Ohio) ist ein US-amerikanischer American-Football-Spieler auf der Position des Long Snappers. Er spielte bei den Detroit Lions, St. Louis/Los Angeles Rams, den Dallas Cowboys, den Minnesota Vikings und den Miami Dolphins in der National Football League (NFL). Zurzeit steht McQuaide bei den Pittsburgh Steelers unter Vertrag.

## College
McQuaide besuchte die Ohio State University und spielte für deren Mannschaft, die Buckeyes, drei Jahre lang als Long Snapper College Football. Zunächst nur Walk-on, erhielt er ab dem  dritten Studienjahr ein Stipendium. Er wurde wiederholt ausgezeichnet, nicht nur für seine sportlichen, sondern auch für seine akademischen Erfolge und machte seinen Abschluss als Luft- und Raumfahrttechniker.

## NFL
McQuaide fand beim NFL Draft 2011 keine Berücksichtigung, wurde danach aber als Free Agent unter Vertrag genommen. In der Vorbereitung konnte er sich gegen den Routinier Chris Massey, der für die Rams 135 Spiele bestritten hatte, durchsetzen und ihn aus dem Team verdrängen. Seither war McQuade bei jedem Spiel der Rams aufgeboten und führte jeden Long Snap seines Teams aus. Für seine konstant guten Leistungen wurde er sowohl 2016 als auch 2017 in den Pro Bowl berufen. Im März 2018 verlängerte er seinen Vertrag um drei weitere Jahre.
Nach der Saison 2020 wurde McQuaide ein Free Agent und unterschrieb im März 2021 einen Vertrag bei den Dallas Cowboys. Dort traf er unter anderem auf Special Teams Coordinator John Fassel und Kicker Greg Zuerlein, mit denen er schon bei den Rams gearbeitet hatte.
Im März 2023 nahmen die Detroit Lions McQuaide unter Vertrag. Er konnte sich in der Saisonvorbereitung nicht gegen Scott Daly, den Long Snapper der Lions aus den vorigen beiden Spielzeiten, durchsetzen und wurde Anfang August entlassen. Nachdem Daly mit einer Knieverletzung ausgefallen war, nahmen die Lions McQuaide am 1. November 2023 erneut unter Vertrag. Nach der Verletzung ihres Long Snappers wurde er jedoch bereits fünf Tage später für den Practice Squad der Minnesota Vikings unter Vertrag genommen und kurz darauf für den 53-Mann-Kader aktiviert.
Nachdem McQuaide am 3. Dezember 2024 von den Vikings gewaived worden war, verpflichteten ihn die Miami Dolphins am 16. Dezember 2024. Im August 2025 nahmen die Pittsburgh Steelers McQuaide unter Vertrag.